# 힐링 국선도
《힐링 국선도》는 JTBC에서 아침에 방송된 힐링 프로그램이다.

## 방송 시간
- 2013년 3월 4일 ~ 2013년 5월 16일 : 매주 월~목요일 오전 5시 50분